# Александър Телалим
Александър Телалим е български художник-живописец.

## Биография
Художникът Александър Телалим е българин от украинската част на Бесарабия. Роден е през 1966 г. във Владичен.
През 1995 г. се премества да живее в България, където завършва „Стенопис“ в Националната художествена академия, София.
Един от български акварелисти, неведнъж представя изкуството на България и Украйна пред света. Художник с извънредно широк творчески диапазон, в общия контекст на изкуството творчеството му се възприема като мост между двете култури – на Изтока и Запада. Имал е изложби в България, Германия, Австрия, Полша, Франция, Испания и в родната Украйна.
По-значими участия в общи изложби:
- „ДУХОВНИ ПОСЛАНИЯ“, галерия „Витоша“ (София),
- „TRACE OF WATER“ – част от програмата на Дните на България в Консулството на България (Ню Йорк),
- „FIRST FLIGHT“, I изложба на съвременното българско изкуство, Български културен център (Лондон),
- „ТРАДИЦИИ И ВДЪХНОВEНИЯ ОТ ИЗТОКА“ – изложба на калиграфията на Александър Телалим – галерия „Мисията“, Държавен културен институт към МВнР (София),
- „FAR FROM YESTERDAY: NEW BULGARIAN ART“ (Чикаго).

Представя изкуството на България в двете персонални изложби:
- WATERCOLOR FROM BULGARIA в Националния украински музей (Чикаго),
- а също и изкуството на Украйна с изложбата си „YELLOW AND BLUE“ (Скопие), организирана от Посолството на Украйна в Македония.

Някои от избраните му самостоятелни изложби (общо над 60) в България и чужбина:
- „AQUA INCOGNITA“ в Берлин и Брюксел,
- „ПОСЛАНИЕ ОТ ЗАПАДА“ в Кагава, Япония,
- „МОСТОВЕ“ – музей „България – Славянски свят“,
- „ПЪТЯТ НА ВЯТЪРА“ – изложбена зала на „Фестинвест“,
- „МEЧТИ НА ПОКРИВА“, Софийската филхармония, Зала България (София)
- „ПОСЛАНИЕ ОТ ИЗТОКА“ – галерия „Cristina de Vicente“ (Уелва), и „НЕБЕТО“ – манастир „Santa Clara“ (Могуер, Испания);
- „НОВА МИТОЛОГИЯ“ и „НОЩЕН РИБОЛОВ“ в София и Варна,
- „Калиграфия, вдъхновена от хайку“ в Национална библиотека „Св. св. Кирил и Методий“,
- „Ван Гог срещу безумието“ – галерия Абсент, София.
- „Мастера акварели" 20-31 января, 2015“ – Санкт-Петербург, Россия.

Илюстрира стихосбирките: „В мрака на предчувствията“ и „Черни мисли, бели магии“ на доц. Пламен Павлов, „Люлякова стихия“ на Алексей Филимонов и „Колкото глътка живот“ на Владимир Стоянов.